# Optisk upplösning

Intensitet som funktion av plats; rayleighkriteriet motsvarar kurva C (minimum för den ena kurvan sammanfaller med maximum för den andra).

Optisk upplösning är ett mått på den minsta detalj som kan urskiljas med ett optiskt instrument. Instrumentets förmåga att visa eller registrera små detaljer kallas dess upplösningsförmåga. Ju mindre detaljer som kan urskiljas, desto större är upplösningsförmågan som begränsas av flera olika faktorer.
Ytterst sätter den optiska upplösningen en fysikalisk begränsning för upplösningsförmågan som beror av ljusets diffraktion. Detta innebär att det är tekniskt omöjligt att i ljusmikroskop urskilja detaljer mindre än ungefär ljusets våglängd, cirka en halv mikrometer. Vid teleskop är det vinkelupplösningen som är begränsad. I allmänhet sätts dock begränsningarna av tekniska faktorer som linsernas kvalitet och egenskaperna hos eventuellt registreringssystem (fotografisk film eller elektronisk system), exempelvis pixlarnas storlek.